# Mar Baltico
Il Mar Baltico è un mare interno dell'Oceano Atlantico settentrionale e si trova nell'Europa nord-orientale, circondato dalla penisola scandinava, dalla terraferma dell'Europa centrale ed orientale e dalle isole danesi. Sfocia nel Kattegat e nel mare del Nord, passando attraverso le isole danesi in tre stretti: l'Øresund, il Piccolo Belt ed il Grande Belt. Sfociano in esso cinque grandi fiumi: l'Oder, la Vistola, il Njemen (o Nemunas), la Daugava (o Dvina Occidentale) e la Neva. Le coste tendono a ghiacciare d'inverno, specie in occasione di condizioni meteorologiche particolarmente fredde.

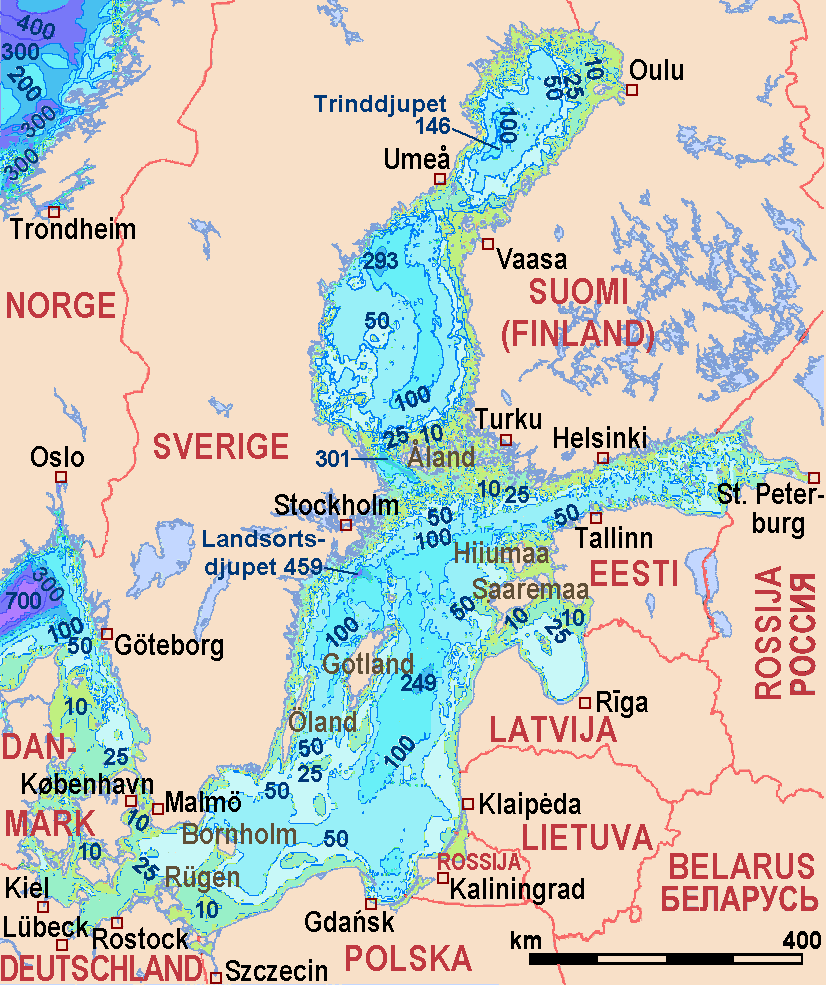
Profondità del Mar Baltico

Viene indicato come "mare dell'est" in diverse lingue dell'Europa continentale, precisamente in danese Østersøen, in tedesco Ostsee, in finlandese Itämeri, in olandese Oostzee, in norvegese Østersjøen, e in svedese Östersjön. In estone viene invece chiamato "mare occidentale" (Läänemeri). Oltre all'italiano, viene chiamato Mar Baltico in francese mer Baltique, in inglese Baltic Sea, in polacco Morze Bałtyckie, in russo Балтийское море?, Baltijskoe more, in lituano Baltijos Jūra, in lettone Baltijas Jūra e in greco Βαλτική Θάλασσα?, Baltiké thálassa.

## Storia
All'epoca dei Romani il Mar Baltico era conosciuto come Mare Suebicum o Mare Sarmaticum. Tacito, nei suoi Agricola e Germania, del 98 d.C. descrisse il Mare Suebicum, che prendeva il nome dalla tribù dei Suebi. Invece, il nome baltico potrebbe essere connesso con l'isola nota in antichità, posta a queste latitudini e chiamata Baltia, nominata da Plinio il Vecchio.
All'inizio del Medioevo, i vichinghi della Scandinavia lottarono per il controllo del mare contro gli slavi pomerani. In seguito, la più potente forza economica dell'Europa settentrionale, la Lega anseatica, utilizzò il Mar Baltico per stabilirvi le rotte commerciali tra le città che ne facevano parte. Nel XVI ed all'inizio del XVII secolo, Polonia, Danimarca e Svezia combatterono delle guerre per il dominium maris Baltici ("dominio sul mar Baltico"). Alla fine, fu l'Impero svedese che arrivò a comprendere virtualmente tutto il Mar Baltico. A quell'epoca, in Svezia, il mare veniva chiamato Mare Nostrum Balticum.
Nel XVIII secolo Russia e Prussia divennero le principali potenze di quel mare. Dopo l'unificazione della Germania del 1871, l'intera costa meridionale divenne tedesca. La prima guerra mondiale venne combattuta anche sul Baltico. Dopo il 1920, la Polonia si affacciò sul Mar Baltico, e i porti polacchi di Gdynia e Danzica divennero principali. Durante la seconda guerra mondiale, la Germania nazista provò a rendere il Mar Baltico il suo lago interno. Dopo il 1945, divenne un confine tra due blocchi militari opposti: in caso di un eventuale conflitto in Germania, parallelamente a un'offensiva sovietica verso l'Oceano Atlantico, la flotta comunista polacca era preparata a invadere le isole danesi.
Il Mar Baltico inizia a diventare molto violento con le tempeste di ottobre. Queste tempeste invernali sono state la causa di molti naufragi. Nel 1945 il Mar Baltico divenne una fossa comune per le persone affogate a seguito del siluramento delle navi di rifugiati, come quello della motonave Wilhelm Gustloff, sulla quale morirono oltre 9'000 persone. Grazie alle acque fredde, il mare è una capsula temporale per i relitti vecchi di secoli. Con l'allargamento ad est dell'Unione europea, nel maggio del 2004, gran parte di questa area geografica ha superato le divisioni seguite alla fine della seconda guerra mondiale.

## Geografia
La parte settentrionale del Mar Baltico è conosciuta come golfo di Botnia, del quale la parte più a nord viene detta baia di Botnia. Immediatamente a sud si trova il mare delle Åland. Il golfo di Finlandia collega il Mar Baltico a San Pietroburgo. Il mar Baltico settentrionale giace attorno alla zona di Stoccolma, Finlandia sud-occidentale ed Estonia. I bacini del Gotland occidentale ed orientale formano la maggior parte del Mar Baltico centrale. Il golfo di Riga si trova tra Riga e Saaremaa e il bacino di Danzica giace ad est della penisola di Hel, sulla costa polacca.
La baia della Pomerania è situata a nord delle isole Usedom e Wolin, ad est di Rügen. Il bacino di Bornholm compone l'area ad est di Bornholm ed il bacino di Arkona si estende da Bornholm alle isole danesi di Falster e Zelanda. Tra Falster e la costa tedesca giace la baia del Meclemburgo. La parte più occidentale del Mar Baltico è la baia di Kiel. L'Öresund, i due Belt (le due "cinture") ed il Kattegat collegano il Mar Baltico con lo Skagerrak e il Mare del Nord. La confluenza di questi due mari a Skagen, sulla punta settentrionale della penisola dello Jutland in Danimarca, è uno spettacolo visivo, meta di molti turisti ogni anno.

## Fauna

### Fauna ittica
Nel Baltico sono censite 161 specie di pesci, principalmente pesci ossei, eccetto tre specie di lamprede e due di razze. Il popolamento di questo mare è composto sia da specie marine che da specie dulciacquicole, queste ultime limitate ai bacini meno salati. Vi sono anche alcune specie introdotte per la pesca o accidentalmente. Una sola specie ittica è endemica del Baltico: il pesce piatto Platichthys solemdali, descritta nel 2018.

## Economia
Nel 1999 il grosso ponte di Øresund ha limitato l'accesso al Mar Baltico a navi di media stazza. Allo stesso tempo, il Mar Baltico è la principale rotta commerciale per l'esportazione del petrolio russo.

## Stati che si affacciano sul Baltico
- Danimarca
- Svezia
- Finlandia
- Russia
- Estonia
- Lettonia
- Lituania
- Polonia
- Germania

## Isole
- Gotland (Svezia)
- Öland (Svezia)
- Saaremaa (Estonia)
- Hiiumaa (Estonia)
- Osmussaar (Estonia)
- Bornholm (Danimarca)
- Selandia (Danimarca)
- Rügen (Germania)
- Usedom (divisa tra Germania e Polonia)
- Wolin (Polonia)

## Città
Le principali città costiere:

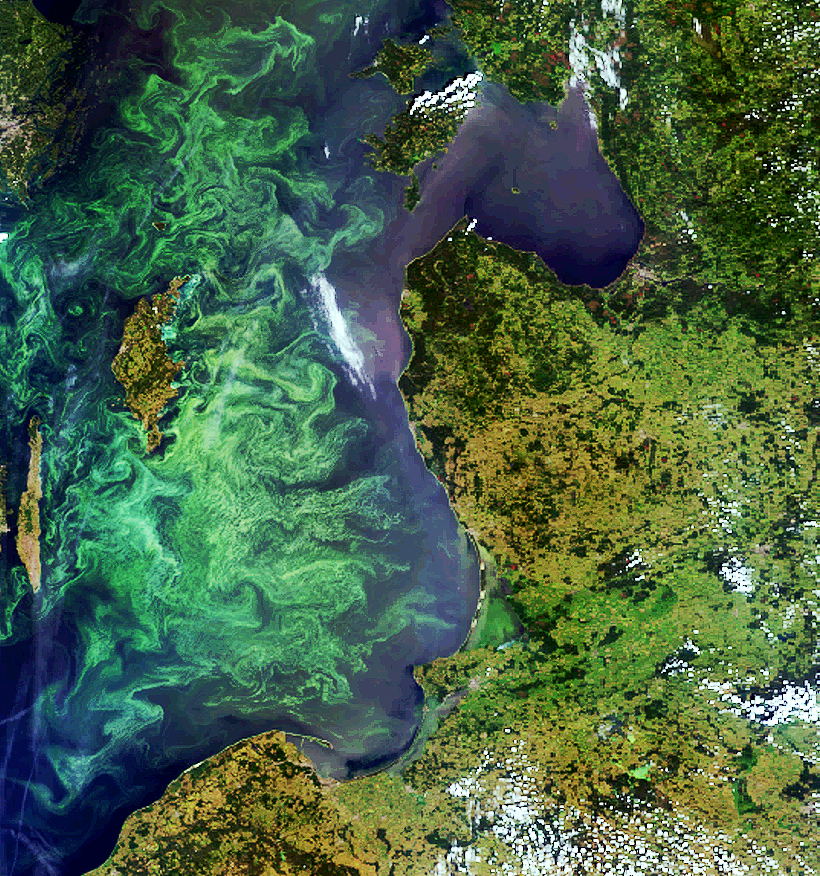
Fioritura del fitoplancton nel luglio del 2005, ripresa dallo strumento MERIS del satellite europeo Envisat.

- San Pietroburgo (Russia) 5.191.690
- Stoccolma (Svezia) 743.703 (area metropolitana 1.823.210)
- Riga (Lettonia) 760.000
- Copenaghen (Danimarca) 509.861 (area metropolitana 1.167.569)
- Area metropolitana della Tripla Città (Polonia) 1.035.000, comprende:
  - Danzica (Polonia) 462.700
  - Gdynia (Polonia) 255.600
  - Sopot (Polonia) 42.700
- Helsinki (Finlandia) 559.716 (area metropolitana 980.000)
- Stettino (Polonia) 413.600 (importante porto marittimo ma non è città costiera - 60 km dal mare, congiunto con il mare con l'estuario d'Oder)
- Kaliningrad (Russia) 400.000
- Tallinn (Estonia) 387.224
- Malmö (Svezia) 259.579
- Kiel (Germania) 250.000
- Lubecca (Germania) 216.100
- Rostock (Germania) 212.700
- Klaipėda (Lituania) 194.400

Porti importanti (pur non essendo grosse città):
- Świnoujście (Polonia) 50.000
- Ventspils (Lettonia) 30.000
- Baltiysk (Russia) 20.000